# Levon Helm (álbum de 1978)
Levon Helm es el segundo álbum de estudio del músico estadounidense Levon Helm, publicado en 1978 por el sello discográfico ABC Records.
El álbum fue grabado en el verano de 1977 en los Cherokee Studios de Hollywood, California y en los Muscle Shoals Sound de Alabama. Producido por el bajista de Booker T. & the M.G.'s Donald "Duck" Dunn, el álbum es una mezcla de funk de Nueva Orleans, en temas como «Play Something Sweet», y baladas de country-soul, como en «I Came Here To Party». 
Levon Helm fue reeditado en Reino Unido por el sello Acadia en 2002.

## Lista de canciones
| N.º | Título                       | Escritor(es)    | Duración |  |
| 1.  | «Ain't No Way to Forget You» | Quillen/Smith   |          |  |
| 2.  | «Driving at Night»           | D. Moore        |          |  |
| 3.  | «Play Something Sweet»       | A. Toussaint    |          |  |
| 4.  | «Sweet Johanna»              | J.&J. Hall      |          |  |
| 5.  | «I Came Here to Party»       | T.J. White      |          |  |
| 8.  | «Let's Do It in Slow Motion» | Latimore        |          |  |
| 9.  | «Audience For My Pain»       | Goffin/Goldberg |          |  |

## Personal
- Steve Cropper: guitarra y percusión
- Tom Malone: trombón
- Howard Johnson: saxofón
- Barry Beckett: teclados
- Mary Berry: coros
- Larry Byrom: guitarra
- Earl Cate: coros
- Ernie Cate: coros
- Louis Del Gatto: saxofón
- Donald "Duck" Dunn: producción
- Scott Edwards: bajo
- Dan Ferguson: guitarra
- Willie Hall: percusión y batería
- Roger Hawkins: batería
- David Hood: bajo
- Jimmy Johnson: guitarra
- Lou Marini: saxofón
- Randy McCormick: teclados
- Alan Rubin: trompeta